# EFL Championship de 2018–19
A EFL Championship de 2018–19 (também referida como Sky Bet Championship por motivos de patrocínio) é a 116º edição da segunda divisão do futebol Inglês, a 27º sob o formato atual. O campeonato teve início em 3 de agosto de 2018 e finalizou em 27 de maio de 2019.

## Equipes

### Mudança de times
| Pos | Promovidos à Premier League |
| --- | --------------------------- |
| 1º  | Wolverhampton               |
| 2º  | Cardiff City                |
| 3°  | Fulham (play-offs)          |

| Pos | Rebaixados à EFL Championship |
| --- | ----------------------------- |
| 18º | Swansea City                  |
| 19º | Stoke City                    |
| 20º | West Bromwich                 |

| Pos | Promovidos à EFL Championship |
| --- | ----------------------------- |
| 1º  | Wigan                         |
| 2º  | Blackburn                     |
| 4º  | Rotherham United (Play-offs)  |

| Pos | Rebaixados à League One |
| --- | ----------------------- |
| 22º | Barnsley                |
| 23º | Burton Albion           |
| 24º | Sunderland              |

### Clubes participantes
| Time                | Cidade             | Treinador             | Capitão          | Estádio              | Capacidade |
| ------------------- | ------------------ | --------------------- | ---------------- | -------------------- | ---------- |
| Aston Villa         | Birmingham         | Dean Smith            | James Chester    | Villa Park           | 42.790     |
| Birmingham City     | Birmingham         | Garry Monk            | Michael Morrison | St Andrew's          | 30.015     |
| Blackburn           | Blackburn          | Tony Mowbray          | Charlie Mulgrew  | Ewood Park           | 31.367     |
| Bolton              | Bolton             | Phil Parkinson        | David Wheater    | Macron Stadium       | 28.723     |
| Brentford           | Londres            | Thomas Frank          | Romaine Sawyers  | Griffin Park         | 12.300     |
| Bristol City        | Bristol            | Lee Johnson           | Bailey Wright    | Ashton Gate          | 27.000     |
| Derby County        | Derby              | Frank Lampard         | Curtis Davies    | Pride Park Stadium   | 33.600     |
| Hull City           | Kingston upon Hull | Nigel Adkins          | Markus Henriksen | KCOM Stadium         | 25.586     |
| Ipswich Town        | Ipswich            | Paul Lambert          | Luke Chambers    | Portman Road         | 30.300     |
| Leeds United        | Leeds              | Marcelo Bielsa        | Liam Cooper      | Elland Road          | 37.890     |
| Middlesbrough       | Middlesbrough      | Tony Pulis            | George Friend    | Riverside Stadium    | 34.742     |
| Millwall            | Londres            | Neil Harris           | Steve Morison    | The Den              | 20.146     |
| Norwich City        | Norwich            | Daniel Farke          | Grant Hanley     | Carrow Road          | 27.220     |
| Nottingham Forest   | Nottingham         | Martin O'Neill        | Ben Watson       | City Ground          | 30.445     |
| Preston North End   | Preston            | Alex Neil             | Tom Clarke       | Deepdale             | 23.408     |
| Queens Park Rangers | Londres            | Steve McClaren        | Toni Leistner    | Loftus Road          | 18.439     |
| Reading             | Reading            | José Gomes            | Paul McShane     | Madejski Stadium     | 24.161     |
| Rotherham United    | Roterdão           | Paul Warne            | Richard Wood     | New York Stadium     | 12.021     |
| Sheffield United    | Sheffield          | Chris Wilder          | Billy Sharp      | Bramall Lane         | 32.702     |
| Sheffield Wednesday | Sheffield          | Steve Bruce           | Tom Lees         | Hillsborough Stadium | 39.752     |
| Stoke City          | Stoke-on-Trent     | Nathan Jones          | Ryan Shawcross   | Bet365 Stadium       | 30.089     |
| Swansea City        | Swansea            | Graham Potter         | Leroy Fer        | Liberty Stadium      | 21.088     |
| West Bromwich       | West Bromwich      | James Shan (interino) | Chris Brunt      | The Hawthorns        | 26.050     |
| Wigan               | Wigan              | Paul Cook             | Sam Morsy        | DW Stadium           | 25.133     |

### Mudança de treinadores
| Clube               | Antecessor         | Motivo                       | Data da vaga           | Pos           | Sucessor              | Data da nomeação       |
| ------------------- | ------------------ | ---------------------------- | ---------------------- | ------------- | --------------------- | ---------------------- |
| Ipswich Town        | Bryan Klug         | Fim do período como interino | 6 de maio de 2018      | Pré-temporada | Paul Hurst            | 30 de maio de 2018     |
| Queens Park Rangers | Ian Holloway       | Demitido                     | 10 de maio de 2018     | Pré-temporada | Steve McClaren        | 18 de maio de 2018     |
| Swansea City        | Carlos Carvalhal   | Fim do contrato              | 18 de maio de 2018     | Pré-temporada | Graham Potter         | 11 de junho de 2018    |
| Stoke City          | Paul Lambert       | Resignado                    | 18 de maio de 2018     | Pré-temporada | Gary Rowett           | 22 de maio de 2018     |
| Derby County        | Gary Rowett        | Contratado pelo Stoke City   | 22 de maio de 2018     | Pré-temporada | Frank Lampard         | 31 de maio de 2018     |
| Leeds United        | Paul Heckingbottom | Demitido                     | 1 de junho de 2018     | Pré-temporada | Marcelo Bielsa        | 15 de junho de 2018    |
| Aston Villa         | Steve Bruce        | Demitido                     | 3 de outubro de 2018   | 12º           | Dean Smith            | 10 de outubro de 2018  |
| Brentford           | Dean Smith         | Contratado pelo Aston Villa  | 10 de outubro de 2018  | 7º            | Thomas Frank          | 16 de outubro de 2018  |
| Ipswich Town        | Paul Hurst         | Demitido                     | 25 de outubro de 2018  | 24º           | Paul Lambert          | 27 de outubro de 2018  |
| Reading             | Paul Clement       | Demitido                     | 6 de dezembro de 2018  | 21º           | José Gomes            | 22 de dezembro de 2018 |
| Sheffield Wednesday | Jos Luhukay        | Demitido                     | 21 de dezembro de 2018 | 18º           | Steve Bruce           | 2 de janeiro de 2019   |
| Stoke City          | Gary Rowett        | Demitido                     | 8 de janeiro de 2019   | 14º           | Nathan Jones          | 9 de janeiro de 2019   |
| Nottingham Forest   | Aitor Karanka      | Consenso mútuo               | 11 de janeiro de 2019  | 7º            | Martin O'Neill        | 14 de janeiro de 2019  |
| West Bromwich       | Darren Moore       | Demitido                     | 9 de março de 2019     | 4º            | James Shan (interino) | 10 de março de 2019    |

## Classificação
Atualizado em 5 de maio de 2019.
| Pos | Equipes             | Pts   | J  | V  | E  | D  | GM | GS | SG  | Classificação ou rebaixamento                |
| --- | ------------------- | ----- | -- | -- | -- | -- | -- | -- | --- | -------------------------------------------- |
| 1   | Norwich City        | 94    | 46 | 27 | 13 | 6  | 93 | 57 | +36 | Promoção à Premier League de 2019–20         |
| 2   | Sheffield United    | 89    | 46 | 26 | 11 | 9  | 78 | 41 | +37 | Promoção à Premier League de 2019–20         |
| 3   | Leeds United        | 83    | 46 | 25 | 8  | 13 | 73 | 50 | +23 | Play-off da Promoção                         |
| 4   | West Bromwich       | 80    | 46 | 23 | 11 | 12 | 87 | 62 | +25 | Play-off da Promoção                         |
| 5   | Aston Villa         | 76    | 46 | 20 | 16 | 10 | 82 | 61 | +21 | Play-off da Promoção                         |
| 6   | Derby County        | 74    | 46 | 20 | 14 | 12 | 69 | 54 | +15 | Play-off da Promoção                         |
| 7   | Middlesbrough       | 73    | 46 | 20 | 13 | 13 | 49 | 41 | +8  |                                              |
| 8   | Bristol City        | 70    | 46 | 19 | 13 | 14 | 59 | 53 | +6  |                                              |
| 9   | Nottingham Forest   | 66    | 46 | 17 | 15 | 14 | 61 | 54 | +7  |                                              |
| 10  | Swansea City        | 65    | 46 | 18 | 11 | 17 | 65 | 62 | +3  |                                              |
| 11  | Brentford           | 64    | 46 | 17 | 13 | 16 | 73 | 59 | +14 |                                              |
| 12  | Sheffield Wednesday | 64    | 46 | 16 | 16 | 14 | 60 | 62 | –2  |                                              |
| 13  | Hull City           | 62    | 46 | 17 | 11 | 18 | 66 | 68 | –2  |                                              |
| 14  | Preston North End   | 61    | 46 | 16 | 13 | 17 | 67 | 67 | 0   |                                              |
| 15  | Blackburn           | 60    | 46 | 16 | 12 | 18 | 64 | 69 | –5  |                                              |
| 16  | Stoke City          | 55    | 46 | 11 | 22 | 13 | 45 | 52 | –7  |                                              |
| 17  | Birmingham City     | 52[a] | 46 | 14 | 19 | 13 | 64 | 58 | +6  |                                              |
| 18  | Wigan               | 52    | 46 | 13 | 13 | 20 | 51 | 64 | –13 |                                              |
| 19  | Queens Park Rangers | 51    | 46 | 14 | 9  | 23 | 53 | 71 | –18 |                                              |
| 20  | Reading             | 47    | 46 | 10 | 17 | 19 | 49 | 66 | –17 |                                              |
| 21  | Millwall            | 44    | 46 | 10 | 14 | 22 | 48 | 64 | –16 |                                              |
| 22  | Rotherham United    | 40    | 46 | 8  | 16 | 22 | 52 | 83 | –31 | Zona de rebaixamento à League One de 2019–20 |
| 23  | Bolton              | 32    | 46 | 8  | 8  | 30 | 29 | 78 | –49 | Zona de rebaixamento à League One de 2019–20 |
| 24  | Ipswich Town        | 31    | 46 | 5  | 16 | 25 | 36 | 77 | –41 | Zona de rebaixamento à League One de 2019–20 |

- a ^  O Birmingham City perdeu 9 pontos por falha no cumprimento das regras de rentabilidade e sustentabilidade da EFL.[24]

### Confrontos
|                     | AST | BIR | BLA | BOL | BRE  | BRI | DER | HUL | IPS0 | LEE | MID | MIL | NOR | NOT | PRE | QPR | REA | ROT | SHU | SHW | STK | SWA | WBA | WIG |
| ------------------- | --- | --- | --- | --- | ---- | --- | --- | --- | ---- | --- | --- | --- | --- | --- | --- | --- | --- | --- | --- | --- | --- | --- | --- | --- |
| Aston Villa         | —   | 4–2 | 2–1 | 2–0 | 2–2  | 2–1 | 4–0 | 2–2 | 2–1  | 2–3 | 3–0 | 1–0 | 1–2 | 5–5 | 3–3 | 2–2 | 1–1 | 2–0 | 3–3 | 1–2 | 2–2 | 1–0 | 0–2 | 3–2 |
| Birmingham City     | 0–1 | —   | 2–2 | 0–1 | 0–0  | 0–1 | 2–2 | 3–3 | 2–2  | 1–0 | 1–2 | 0–2 | 2–2 | 2–0 | 3–0 | 0–0 | 2–1 | 3–1 | 1–1 | 3–1 | 2–0 | 0–0 | 1–1 | 1–1 |
| Blackburn           | 1–1 | 2–2 | —   | 2–0 | 1–0  | 0–1 | 2–0 | 3–0 | 2–0  | 2–1 | 0–1 | 0–0 | 0–1 | 2–2 | 0–1 | 1–0 | 2–2 | 1–1 | 0–2 | 4–2 | 0–1 | 2–2 | 2–1 | 3–0 |
| Bolton              | 0–2 | 1–0 | 0–1 | —   | 0–11 | 2–2 | 1–0 | 0–1 | 1–2  | 0–1 | 0–2 | 2–1 | 0–4 | 0–3 | 1–2 | 1–2 | 1–1 | 2–1 | 0–3 | 0–2 | 0–0 | 0–1 | 0–2 | 1–1 |
| Brentford           | 1–0 | 1–1 | 5–2 | 1–0 | —    | 0–1 | 3–3 | 5–1 | 2–0  | 2–0 | 1–2 | 2–0 | 1–1 | 2–1 | 3–0 | 3–0 | 2–2 | 5–1 | 2–3 | 2–0 | 3–1 | 2–3 | 0–1 | 2–0 |
| Bristol City        | 1–1 | 1–2 | 4–1 | 2–1 | 1–1  | —   | 0–2 | 1–0 | 1–1  | 0–1 | 0–2 | 1–1 | 2–2 | 1–1 | 0–1 | 2–1 | 1–1 | 1–0 | 1–0 | 1–2 | 0–1 | 2–0 | 3–2 | 2–2 |
| Derby County        | 0–3 | 3–1 | 0–0 | 4–0 | 3–1  | 1–1 | —   | 2–0 | 2–0  | 1–4 | 1–1 | 0–1 | 1–1 | 0–0 | 2–0 | 2–0 | 2–1 | 6–1 | 2–1 | 1–1 | 0–0 | 2–1 | 3–1 | 2–1 |
| Hull City           | 1–3 | 2–0 | 0–1 | 6–0 | 2–0  | 1–1 | 1–2 | —   | 2–0  | 0–1 | 1–1 | 2–1 | 0–0 | 0–2 | 1–1 | 2–2 | 3–1 | 2–2 | 0–3 | 3–0 | 2–0 | 3–2 | 1–0 | 2–1 |
| Ipswich Town        | 1–1 | 1–1 | 2–2 | 0–0 | 1–1  | 2–3 | 1–1 | 0–2 | —    | 3–2 | 0–2 | 2–3 | 1–1 | 1–1 | 1–1 | 0–2 | 1–2 | 1–0 | 1–1 | 0–1 | 1–1 | 0–1 | 1–2 | 1–0 |
| Leeds United        | 1–1 | 1–2 | 3–2 | 2–1 | 1–1  | 2–0 | 2–0 | 0–2 | 2–0  | —   | 0–0 | 3–2 | 1–3 | 1–1 | 3–0 | 2–1 | 1–0 | 2–0 | 0–1 | 1–0 | 3–1 | 2–1 | 4–0 | 1–2 |
| Middlesbrough       | 0–3 | 1–0 | 1–1 | 2–0 | 1–2  | 0–1 | 1–1 | 1–0 | 2–0  | 1–1 | —   | 1–1 | 0–1 | 0–2 | 1–2 | 2–0 | 2–1 | 0–0 | 3–0 | 0–1 | 1–0 | 0–0 | 1–0 | 2–0 |
| Millwall            | 2–1 | 0–2 | 0–2 | 1–1 | 1–1  | 1–2 | 2–1 | 2–2 | 3–0  | 1–1 | 2–2 | —   | 1–3 | 1–0 | 1–3 | 0–0 | 1–0 | 0–0 | 2–3 | 0–0 | 0–0 | 1–2 | 2–0 | 2–1 |
| Norwich City        | 2–1 | 3–1 | 2–1 | 3–2 | 1–0  | 3–2 | 3–4 | 3–2 | 3–0  | 0–3 | 1–0 | 4–3 | —   | 3–3 | 2–0 | 4–0 | 2–2 | 3–1 | 2–2 | 2–2 | 0–1 | 1–0 | 3–4 | 1–0 |
| Nottingham Forest   | 1–3 | 2–2 | 1–2 | 1–0 | 2–1  | 0–1 | 1–0 | 3–0 | 2–0  | 4–2 | 3–0 | 2–2 | 1–2 | —   | 0–1 | 0–1 | 1–0 | 1–0 | 1–0 | 2–1 | 0–0 | 2–1 | 1–1 | 3–1 |
| Preston North End   | 1–1 | 1–0 | 4–1 | 2–2 | 4–3  | 1–1 | 0–0 | 1–2 | 4–0  | 0–2 | 1–1 | 3–2 | 3–1 | 0–0 | —   | 1–0 | 2–3 | 1–1 | 0–1 | 3–3 | 2–2 | 1–1 | 2–3 | 4–0 |
| Queens Park Rangers | 1–0 | 3–4 | 1–2 | 1–2 | 3–2  | 0–3 | 1–1 | 2–3 | 3–0  | 1–0 | 2–1 | 2–0 | 0–1 | 0–1 | 1–4 | —   | 0–0 | 1–2 | 1–2 | 3–0 | 0–0 | 4–0 | 2–3 | 1–0 |
| Reading             | 0–0 | 0–0 | 2–1 | 0–1 | 2–1  | 3–2 | 1–2 | 3–0 | 2–2  | 0–3 | 0–1 | 3–1 | 1–2 | 2–0 | 2–1 | 0–1 | —   | 1–1 | 0–2 | 1–2 | 2–2 | 1–4 | 0–0 | 3–2 |
| Rotherham United    | 1–2 | 1–3 | 3–2 | 1–1 | 2–4  | 0–0 | 1–0 | 2–3 | 1–0  | 1–2 | 1–2 | 1–0 | 1–2 | 2–1 | 2–1 | 2–2 | 1–1 | —   | 2–2 | 2–2 | 2–2 | 2–1 | 0–4 | 1–1 |
| Sheffield United    | 4–1 | 0–0 | 3–0 | 2–0 | 2–0  | 2–3 | 3–1 | 1–0 | 2–0  | 0–1 | 1–0 | 1–1 | 2–1 | 2–0 | 3–2 | 1–0 | 4–0 | 2–0 | —   | 0–0 | 1–1 | 1–2 | 1–2 | 4–2 |
| Sheffield Wednesday | 1–3 | 1–1 | 4–2 | 1–0 | 2–0  | 2–0 | 1–2 | 1–1 | 2–1  | 1–1 | 1–2 | 2–1 | 0–4 | 3–0 | 1–0 | 1–2 | 0–0 | 2–2 | 0–0 | —   | 2–2 | 3–1 | 2–2 | 1–0 |
| Stoke City          | 1–1 | 0–1 | 2–3 | 2–0 | 1–1  | 0–2 | 2–1 | 2–0 | 2–0  | 2–1 | 0–0 | 1–0 | 2–2 | 2–0 | 0–2 | 2–2 | 0–0 | 2–2 | 2–2 | 0–0 | —   | 1–0 | 0–1 | 0–3 |
| Swansea City        | 0–1 | 3–3 | 3–1 | 2–0 | 3–0  | 0–1 | 1–1 | 2–2 | 2–3  | 2–2 | 3–1 | 1–0 | 1–4 | 0–0 | 1–0 | 3–0 | 2–0 | 4–3 | 1–0 | 2–1 | 3–1 | —   | 1–2 | 2–2 |
| West Bromwich       | 2–2 | 3–2 | 1–1 | 1–2 | 1–1  | 4–2 | 1–4 | 3–2 | 1–1  | 4–1 | 2–3 | 2–0 | 1–1 | 2–2 | 4–1 | 7–1 | 4–1 | 2–1 | 0–1 | 1–1 | 2–1 | 3–0 | —   | 2–0 |
| Wigan               | 3–0 | 0–3 | 3–1 | 5–2 | 0–0  | 1–0 | 0–1 | 2–1 | 1–1  | 1–2 | 0–0 | 1–0 | 1–1 | 2–2 | 2–0 | 2–1 | 0–0 | 1–0 | 0–3 | 3–2 | 0–0 | 0–0 | 1–0 | —   |

1 O Brentford ganhou a partida no W.O. após o Bolton não poder jogá-la.
     Vitória do mandante;
     Vitória do visitante;
     Empate.

## Play-offs

### Esquema
|  | Semifinais        | Semifinais  | Semifinais | Semifinais |   |              | Final | Final |
|  |                   |             |            |            |   |              |       |       |
|  | Derby County      | 0           | 4          | 4          |   |              |       |       |
|  | Leeds United      | 1           | 2          | 3          |   |              |       |       |
|  | Leeds United      | 1           | 2          | 3          |   | Derby County | 1     |       |
|  |                   |             |            |            |   | Derby County | 1     |       |
|  |                   | Aston Villa | 2          |            |   |              |       |       |
|  | Aston Villa (pen) | Aston Villa | 2          | 2          | 0 | 2 (4)        |       |       |
|  | Aston Villa (pen) |             |            | 2          | 0 | 2 (4)        |       |       |
|  | West Bromwich     | 1           | 1          | 2 (3)      |   |              |       |       |

### Semifinais

#### Jogos de ida
| 11 de maio de 2019 | Aston Villa                        | 2 – 1 | West Bromwich | Villa Park, Birmingham                |
| 12:30 (UTC+1)      | Hourihane 75' · Abraham 79' (pen.) |       | 16' Gayle     | Público: 40 754 Árbitro: Graham Scott |

| 11 de maio de 2019 | Derby County | 0 – 1 | Leeds United | Pride Park Stadium, Derby             |
| 17:15 (UTC+1)      |              |       | 55' Roofe    | Público: 31 723 Árbitro: Craig Pawson |

#### Jogos de volta
| 14 de maio de 2019 | West Bromwich | 1 – 0 (pro) | Aston Villa | The Hawthorns, West Bromwich            |
| 20:00 (UTC+1)      | Dawson 29'    |             |             | Público: 25 702 Árbitro: Chris Kavanagh |

|                                          |       | Penalidades                               |  |
| Holgate Hegazi Adarabioyo Gibbs Morrison | 3 – 4 | Hourihane Jedinak Grealish Adomah Abraham |  |

| 15 de maio de 2019 | Leeds United    | 2 – 4 | Derby County                                      | Elland Road, Leeds                      |
| 19:45 (UTC+1)      | Dallas 23', 62' |       | 45', 85' Marriott · 46' Mount · 58' (pen.) Wilson | Público: 36 326 Árbitro: Anthony Taylor |

### Final

#### Jogo único
| 27 de maio de 2019 | Aston Villa               | 2 – 1 | Derby County | Wembley Stadium, Londres              |
| 15:00 (UTC+1)      | El Ghazi 44' · McGinn 59' |       | 81' Waghorn  | Público: 85 826 Árbitro: Paul Tierney |

## Desempenho
Clubes que lideraram o campeonato ao final de cada rodada:
| Rodadas | Rodadas | Rodadas | Rodadas | Rodadas | Rodadas | Rodadas | Rodadas | Rodadas | Rodadas | Rodadas | Rodadas | Rodadas | Rodadas | Rodadas | Rodadas | Rodadas | Rodadas | Rodadas | Rodadas | Rodadas | Rodadas | Rodadas | Rodadas | Rodadas | Rodadas | Rodadas | Rodadas | Rodadas | Rodadas | Rodadas | Rodadas | Rodadas | Rodadas | Rodadas | Rodadas | Rodadas | Rodadas | Rodadas | Rodadas | Rodadas | Rodadas | Rodadas | Rodadas | Rodadas | Rodadas |
| ------- | ------- | ------- | ------- | ------- | ------- | ------- | ------- | ------- | ------- | ------- | ------- | ------- | ------- | ------- | ------- | ------- | ------- | ------- | ------- | ------- | ------- | ------- | ------- | ------- | ------- | ------- | ------- | ------- | ------- | ------- | ------- | ------- | ------- | ------- | ------- | ------- | ------- | ------- | ------- | ------- | ------- | ------- | ------- | ------- | ------- |
| 1       | 2       | 3       | 4       | 5       | 6       | 7       | 8       | 9       | 10      | 11      | 12      | 13      | 14      | 15      | 16      | 17      | 18      | 19      | 20      | 21      | 22      | 23      | 24      | 25      | 26      | 27      | 28      | 29      | 30      | 31      | 32      | 33      | 34      | 35      | 36      | 37      | 38      | 39      | 40      | 41      | 42      | 43      | 44      | 45      | 46      |
| BRE     | MID     | MID     | LEE     | LEE     | LEE     | LEE     | LEE     | LEE     | WBA     | LEE     | SHU     | MID     | LEE     | SHU     | LEE     | NOR     | NOR     | NOR     | NOR     | NOR     | LEE     | LEE     | LEE     | LEE     | LEE     | LEE     | LEE     | LEE     | NOR     | NOR     | LEE     | NOR     | NOR     | NOR     | NOR     | NOR     | NOR     | NOR     | NOR     | NOR     | NOR     | NOR     | NOR     | NOR     | NOR     |

Clubes que ficaram na última posição do campeonato ao final de cada rodada:
| Rodadas | Rodadas | Rodadas | Rodadas | Rodadas | Rodadas | Rodadas | Rodadas | Rodadas | Rodadas | Rodadas | Rodadas | Rodadas | Rodadas | Rodadas | Rodadas | Rodadas | Rodadas | Rodadas | Rodadas | Rodadas | Rodadas | Rodadas | Rodadas | Rodadas | Rodadas | Rodadas | Rodadas | Rodadas | Rodadas | Rodadas | Rodadas | Rodadas | Rodadas | Rodadas | Rodadas | Rodadas | Rodadas | Rodadas | Rodadas | Rodadas | Rodadas | Rodadas | Rodadas | Rodadas | Rodadas |
| ------- | ------- | ------- | ------- | ------- | ------- | ------- | ------- | ------- | ------- | ------- | ------- | ------- | ------- | ------- | ------- | ------- | ------- | ------- | ------- | ------- | ------- | ------- | ------- | ------- | ------- | ------- | ------- | ------- | ------- | ------- | ------- | ------- | ------- | ------- | ------- | ------- | ------- | ------- | ------- | ------- | ------- | ------- | ------- | ------- | ------- |
| 1       | 2       | 3       | 4       | 5       | 6       | 7       | 8       | 9       | 10      | 11      | 12      | 13      | 14      | 15      | 16      | 17      | 18      | 19      | 20      | 21      | 22      | 23      | 24      | 25      | 26      | 27      | 28      | 29      | 30      | 31      | 32      | 33      | 34      | 35      | 36      | 37      | 38      | 39      | 40      | 41      | 42      | 43      | 44      | 45      | 46      |
| ROT     | REA     | QPR     | QPR     | IPS     | REA     | IPS     | IPS     | PRE     | PRE     | PRE     | HUL     | IPS     | IPS     | IPS     | IPS     | IPS     | IPS     | IPS     | IPS     | IPS     | IPS     | IPS     | IPS     | IPS     | IPS     | IPS     | IPS     | IPS     | IPS     | IPS     | IPS     | IPS     | IPS     | IPS     | IPS     | IPS     | IPS     | IPS     | IPS     | IPS     | IPS     | IPS     | IPS     | IPS     | IPS     |

## Estatísticas
| Pos. | Jogador         | Equipe            | Gols |
| ---- | --------------- | ----------------- | ---- |
| 1    | Teemu Pukki     | Norwich City      | 29   |
| 2    | Tammy Abraham   | Aston Villa       | 25   |
| 2    | Neal Maupay     | Brentford         | 25   |
| 4    | Dwight Gayle    | West Bromwich     | 23   |
| 4    | Billy Sharp     | Sheffield United  | 23   |
| 6    | Che Adams       | Birmingham City   | 22   |
| 6    | Jarrod Bowen    | Hull City         | 22   |
| 6    | Oliver McBurnie | Swansea City      | 22   |
| 6    | Jay Rodriguez   | West Bromwich     | 22   |
| 10   | Lewis Grabban   | Nottingham Forest | 16   |

| Pos. | Jogador          | Equipe              | Assis. |
| ---- | ---------------- | ------------------- | ------ |
| 1    | Saïd Benrahma    | Brentford           | 14     |
| 2    | Emiliano Buendía | Norwich City        | 12     |
| 2    | Kamil Grosicki   | Hull City           | 12     |
| 2    | Pablo Hernández  | Leeds United        | 12     |
| 5    | Barry Bannan     | Sheffield Wednesday | 11     |
| 5    | Conor Hourihane  | Aston Villa         | 11     |
| 5    | Joe Lolley       | Nottingham Forest   | 11     |
| 5    | Jota Peleteiro   | Birmingham City     | 11     |
| 9    | John Fleck       | Sheffield United    | 10     |
| 9    | Lukas Jutkiewicz | Birmingham City     | 10     |

### Hat-tricks
Atualizado em 5 de maio de 2019
| Jogador          | Para             | Contra              | Resultado | Data                    | Ref.   |
| ---------------- | ---------------- | ------------------- | --------- | ----------------------- | ------ |
| Lukas Jutkiewicz | Birmingham City  | Rotherham United    | 3–1       | 6 de outubro de 2018    | [ 27 ] |
| Billy Sharp      | Sheffield United | Wigan               | 4–2       | 28 de outubro de 2018   | [ 28 ] |
| Che Adams        | Birmingham City  | Hull City           | 3–3       | 11 de novembro de 2018  | [ 29 ] |
| Tammy Abraham4   | Aston Villa      | Nottingham Forest   | 5–5       | 28 de novembro de 2018  | [ 30 ] |
| Danny Graham     | Blackburn        | Sheffield Wednesday | 4–2       | 1 de dezembro de 2018   | [ 31 ] |
| Dwight Gayle     | West Bromwich    | Rotherham United    | 4–0       | 23 de dezembro de 2018  | [ 32 ] |
| Billy Sharp      | Sheffield United | Aston Villa         | 3–3       | 8 de fevereiro de 2019  | [ 33 ] |
| Che Adams        | Birmingham City  | Queens Park Rangers | 4–3       | 9 de fevereiro de 2019  | [ 34 ] |
| Saïd Benrahma    | Brentford        | Hull City           | 5–1       | 23 de fevereiro de 2019 | [ 35 ] |
| Andreas Weimann  | Bristol City     | Sheffield United    | 3–2       | 30 de março de 2019     | [ 36 ] |
| Martin Waghorn   | Derby County     | Rotherham United    | 6–1       | 30 de março de 2019     | [ 37 ] |
| Mason Mount      | Derby County     | Bolton              | 4–0       | 13 de abril de 2019     | [ 38 ] |
| Dwight Gayle     | West Bromwich    | Preston North End   | 4–1       | 13 de abril de 2019     | [ 39 ] |

4 Jogador marcou quatro gols.